# Juliët Lohuis
Juliët Lohuis (* 10. September 1996 in Oldenzaal) ist eine niederländische Volleyballspielerin.

## Volleyballkarriere
Lohuis begann in ihrer Jugend mit dem Volleyball bei Set-up '65 Ootmarsum. Später spielte sie bei den niederländischen Erstligisten Talent Team Papendal in Arnhem, Eurosped Almelo und Coolen Alterno in Apeldoorn. Lohuis war in dieser Zeit auch in der Juniorinnen-Nationalmannschaft aktiv. 2017 wechselte die Mittelblockerin in die deutsche Bundesliga zum USC Münster. Nach langer Verletzungspause wechselte Lohuis 2019 zum deutschen Meister Allianz MTV Stuttgart.